# Harpactea incurvata
Harpactea incurvata là một loài nhện trong họ Dysderidae.
Loài này thuộc chi Harpactea. Harpactea incurvata được miêu tả năm 1991 bởi Robert Bosmans & Beladjal.